# Nina Soldano
Nina Soldano, née le 26 mars 1963 à Pise, est une actrice italienne.

## Biographie
Née à Pise en 1963, elle fait ses débuts artistiques en 1987 sur la Rai dans l'émission Indietro tutta! (it), avec Renzo Arbore, où elle incarne Miss Sud. Elle tient aussi plusieurs rôles au cinéma, comme celui de la journaliste dans Paprika de Tinto Brass où elle apparaît pour la première fois nue.
En 2003, elle a le rôle principal dans la série télévisée Un posto al sole.
Elle est aussi interprète de photo-romans.

## Filmographie
- 1988 : Delitti e profumi : Mariri
- 1988 : La Nuit des requins : Juanita
- 1989 : Disperatamente Giulia TV : Diana
- 1989 : La più bella del reame
- 1991 : Paprika : la journaliste
- 1992 : Fatalità
- 1993 : Bonus malus
- 1995 : Io e il re
- 1996 : Fatal frames: Fotogrammi mortali : Tamara
- 1998 : Les Destins du Cœur TV : Luciana Galli
- 1999 : Non lasciamoci più TV : Monica
- 1999 : Un cane e un poliziotto TV : Marta
- 1999 : Berlin '39 : Margo
- 2000 : Ponte Milvio : Simone
- 2000 : Ricominciare : Flavia Vallesi
- 2003 : Un caso di coscienza TV
- 2004 : Un posto al sole (série télévisée) : Marina Giordano
- 2005 : Il giudice Mastrangelo TV : Arianna Cirillo